# Musikjahr 1702
Liste der Musikjahre

◄◄ | ◄ | 1698 | 1699 | 1700 | 1701 | Musikjahr 1702 | 1703 | 1704 | 1705 | 1706 | ► | ►►

Weitere Ereignisse
Dieser Artikel behandelt das Musikjahr 1702.

## Ereignisse
- 00. Januar: Jean-Philippe Rameau ist vorübergehend als Organist an der Kathedrale von Avignon engagiert. Ab Mai bekommt er eine Anstellung als Organist in Clermont.
- Frühjahr: Johann Sebastian Bach schließt die Schule in Lüneburg erfolgreich ab und verlässt die Stadt.
- Georg Friedrich Händel immatrikuliert sich an der neugegründeten Universität in der Ratswaage in Halle, um bei Christian Thomasius Rechtswissenschaft zu studieren. Am 13. März übernimmt Händel außerdem den Organistenposten am Hallenser Dom für ein Probejahr, da der dortige Kantor Leporin kurzfristig entlassen wurde. Es wird die einzige traditionelle Musikeranstellung in seinem Leben bleiben.
- 00. Juni: Alessandro Scarlatti begibt sich von Neapel nach Florenz an den Hof von Cosimo III. de’ Medici, Großherzog der Toskana, der alljährlich in den Sommermonaten private Opernaufführungen auf seinem Landsitz in Pratolino veranstaltet. Scarlatti kann dort eine Neufassung seines Flavio Cuniberto aufführen, erhält jedoch nicht die erhoffte feste Anstellung. Im Dezember trifft er verspätet wieder in Neapel ein und tritt Anfang des neuen Jahres als Leiter der Cappella Reale zurück.
- John Abell steht 1702/03 in Diensten des Herzogs von Ormonde in Irland.
- Arp Schnitger erhält die Orgelbauprivilegien für die Herzogtümer Schleswig und Holstein verliehen.

### Uraufführungen

#### Bühnenwerke

##### Oper
- 25. Juni: Die Uraufführung der Oper L’Offendere per amore overo la Telesilla von Johann Joseph Fux mit dem Libretto von Donato Cupeda findet am Hoftheater in Wien statt.
- 19. Oktober: Anlässlich des Geburtstags von König Friedrich IV. von Dänemark hat die Oper Sieg der fruchtbaren Pomona von Reinhard Keiser auf das Libretto von Christian Heinrich Postel seine Uraufführung am Theater am Gänsemarkt in Hamburg.
- 07. November: André Campras Tragédie lyrique Tancrède, mit einem Libretto von Antoine Danchet, wird an der Académie Royale de musique in Paris aufgeführt.
- 15. November: Die Uraufführung der Oper La Clemenza d’Augusto von Johann Joseph Fux mit dem Libretto von Pietro Antonio Bernardoni findet am Hoftheater in Wien statt.
- In Wien werden fünf Bühnenwerke von Carlo Agostino Badia uraufgeführt:
  - L'amore vuol somiglianza
  - L'Arianna
  - Il Telemaco, ovvero Il valore coronato
  - La concordia della Virtù e della Fortuna
  - Enea negli Elisei
- In Hamburg werden drei Opern von Georg Bronner und Johann Mattheson erstmals aufgeführt:
  - Berenice (Libretto von Heinrich Hinsch nach Apostolo Zeno)
  - Tod des großen Pans (Libretto von Heinrich Hinsch, auf den Tod des Operngründers Gerhard Schott, Partitur verloren)
  - Victor Herzog der Normannen (Pasticcio in drei Akten auf das Libretto von Heinrich Hinsch, je ein Akt von Bronner, Schieferdecker und Mattheson)
- Von Johann Mattheson wird in Hamburg auch das Singspiel in vier Akten Der edelmühtige Porsenna uraufgeführt.

##### Oratorium
- Marc-Antoine Charpentier – Judicium Salomonis, zur Eröffnung des französischen Parlaments aufgeführt
- Antonio Lotti – San Rinaldo

### Instrumentalmusik

#### Orchester
- Pirro Albergati
  - op. 8: Concerti varii da Camera a tre, quattro o cinque (Modena, 1702)

#### Kammermusik
- Giovanni Henrico Albicastro
  - XII Sonate a violino solo col basso continuo, op. 2 (seit 1945 verschollen)
  - XII Sonate a violino e violone col basso continuo, op. 3
  - XII Suonate a tre, due violini e violoncello col basso per l’organo, op. 4

### Tastenmusik

#### Orgel
- Johann Caspar Ferdinand Fischer – Ariadne musica neo-organoedum, op. 4 (20 Präludien und Fugen für Orgel)

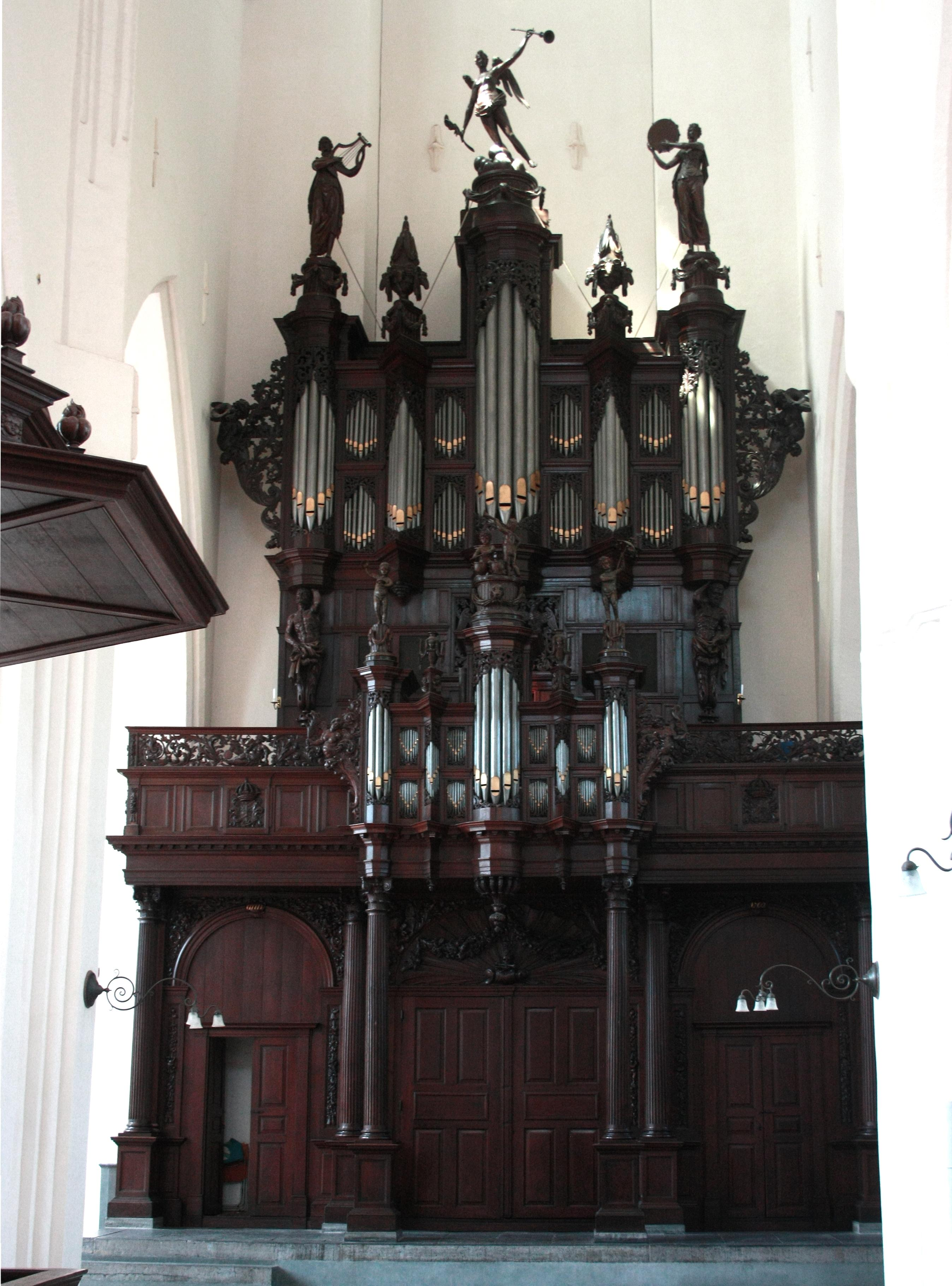
Orgel von Arp Schnitger in der Aa-kerk in den Groningen

### Vokalmusik

#### Geistlich
- Pirro Albergati – op. 9: Cantate spirituali a una, due e tre Voci con Strumenti (Modena, 1702)
- Anonymus – Hamburger Markuspassion (um 1702; wahrscheinlich von Reinhard Keiser, dessen Vater Gottfried Keiser oder Friedrich Nicolaus Bruhns komponiert)
- Friedrich Nicolaus Bruhns – Johannespassion (früher Reinhard Keiser zugeschrieben)
- Francesco Scarlatti – Psalm 110 (Dixit dominus)
- Francisco Valls – Missa Scala Aretina
- Friedrich Wilhelm Zachow – Danksaget dem Vater, Kantate

#### Weltlich
- John Abell
  - Aloud proclaim the cheerful sound, coronation song für Queen Anne
  - Ye Brave Boys and Tars, The Duke of Ormond’s March
- Tomaso Albinoni – Cantate da camera a voce sola op. 4 (Venedig)

### Instrumentenbau
- In der Werkstatt von Antonio Stradivari werden die Violinen Brodsky, The Irish Stradivarius, „Conte de Fontana, Peterlongo, Oistrach“, Lyall und King Maximilian Joseph gebaut.
- Der Orgelbauer Arp Schnitger stellt im Zeitraum 1699–1702 die Orgel in der St.-Salvatoris-Kirche in Clausthal-Zellerfeld sowie im Zeitraum 1700–1702 die Orgel in der Academiekerk in Groningen (heute in der Aa-Kerk) fertig und es wird mit dem Bau der Orgel für St. Martini in Estebrügge (Jork) begonnen.

## Geboren

### Geburtsdatum gesichert
- 06. Januar: José de Nebra, spanischer Komponist († 1768)
- 29. Januar: Martinus Ræhs, dänischer Stadtmusiker, Flötist und Komponist († 1766)
- 27. Februar: Johann Valentin Görner, deutscher Komponist († 1762)
- 13. März: Burkhardt Tschudi, britischer Cembalobauer schweizerischer Herkunft († 1773)
- 27. März: Johann Ernst Eberlin, deutscher Komponist und Organist († 1762)
- 16. April (getauft): Johann Michael Hartung, deutscher Orgelbaumeister († 1777)
- 28. April: Charles Demars, französischer Organist und Komponist († 1774)
- 17. Mai: Johann Ernst Wenigk, deutscher lutherischer Theologe, Geistlicher und Kirchenlieddichter († 1745)
- 14. Juni: Johann Balthasar Reimann, deutscher Kantor, Organist und Komponist († 1749)
- 07. Juli: Maximilian Hellmann, österreichischer Cymbalist, Paukist und Komponist († 1763)
- 16. Juli: Johann Schneider, deutscher Komponist, Organist und Violinist († 1788)
- 22. Juli: Alessandro Besozzi, italienischer Komponist und Oboist († 1793)

### Genaues Geburtsdatum unbekannt
- Francisco António de Almeida, portugiesischer Komponist († 1755)

### Geboren um 1702
- Pietro Mingotti, italienischer Opern-Impresario und -unternehmer († 1759)

## Gestorben

### Todesdatum gesichert
- 07. Januar: Laurentius von Schnüffis, österreichischer Prediger, Komponist, Lyriker und Erzähler (* 1633)
- 09. Januar: Abraham van den Kerckhoven, belgischer Organist und Komponist (* um 1618)
- 05. Mai Jacob Hintze, deutscher Kirchenmusiker (* 1622)
- 06. Juli: Nicolas Lebègue, französischer Organist, Cembalist und Komponist (* 1631)
- 16. Juli: Étienne Loulié, französischer Musiker, Pädagoge und Musiktheoretiker (* 1654)
- 25. Oktober: Gerhard Schott, Hamburger Jurist und Ratsherr, Gründer und Leiter der Oper am Gänsemarkt (* 1641)

### Genaues Todesdatum unbekannt
- José Cascante, kolumbianischer Komponist (* um 1640)
- Giulio Cesare Corradi, italienischer Librettist (* um 1650)
- Louis Gaulard Dumesny, französischer Opernsänger der Stimmlage Tenor (* um 1650)
- Felip Olivelles, katalanischer katholischer Priester, Kirchenmusiker, Kapellmeister und Komponist (* um 1657)